# Weissglut
Weissglut (eigene Schreibweise: WEISSGLUT) war eine deutsche Band aus Bingen am Rhein, die der Neuen Deutschen Härte zugeordnet wurde. Sie löste sich 2002 nach dem dritten Album auf, existierte jedoch unter dem Bandnamen Silber in der Formation des dritten Albums bis 2007 weiter.

## Geschichte
Weissglut brachte ihr erstes Album 1998 unter dem Titel Weissglut heraus. Ein paar Monate später wurde sie von Sony unter Vertrag genommen. Dort erschien das Album nochmals, diesmal unter dem Titel Etwas kommt in deine Welt. Die neue Version unterschied sich nur gering von der ersten, denn es war lediglich ein neues Lied hinzugefügt und ein neues Cover entworfen worden.
Im Januar 1999 trennte sich die Band von Josef Maria Klumb, dem vorgeworfen wurde, rechtsextremes Gedankengut zu hegen. Die Textkonzeption, die vorher allein in den Händen Klumbs lag, wurde nun vom neuen Sänger Tom von Köngelen übernommen, der jedoch auf Textfragmente zurückgreifen konnte.
2000 folgte das dritte Album, nach dem sich die Band auflöste. Klumb sicherte sich jedoch die Namensrechte an „Weissglut“, nachdem die Band unter dem neuen Namen Silber weitermachte. Klumb schaffte es, die Band mit neuer Besetzung wieder zu starten, allerdings blieb das Projekt von kurzer Dauer. Weissglut spielte am 12. Dezember 2002 ein einziges Konzert in München, danach löste Klumb die Band aus persönlichen Gründen auf.

## Sonstiges
- Bei der Veröffentlichung Im Staub der Rebellion handelt es sich um eine remasterte Demoaufnahme, welche ohne Zustimmung der Band durch den Produzenten veröffentlicht worden war.[2]
- Aus der Dunkelheit ins Licht ist ein Zusammenschnitt älterer Weissglut-Titel, die hauptsächlich von Demoaufnahmen stammen.

## Diskografie

### Alben
- 1998: Weissglut
- 1998: Etwas kommt in deine Welt
- 2000: Zeichen

### Singles
- 1998: Unschuldsengel
- 2000: In mir
- 2000: Tanz der Sinne

### Sonstige
- 2001: Aus der Dunkelheit ins Licht
- 2001: Im Staub der Rebellion